# Nkosi I de Suazilandia
Nkosi I miembro de la dinastía Dlamini, fue rey de Suazilandia. Su reinado duró de 1355 a 1400 aproximadamente.
Durante este periodo el pueblo que luego daría lugar a los suazis, ocupaba una región cerca de los Grandes Lagos de África Central.
| Predecesor: Kabako | Rey de Suazilandia 1355 - 1400 | Sucesor: Ngwane I |

- Datos: Q6043587